# جامعة قاصدي مرباح
جامعة قاصدي مرباح - ورقلة، (بالفرنسية:  Université Kasdi Merbah - Ouargla )‏، هي جامعة جزائرية، مقرها في مدينة ورقلة الجزائرية. تصدرت قائمة ترتيب الجامعات الجزائرية، لعامين على التوالي، 2017 و 2018.

## عن الجامعة
وهي مؤسسة للتعليم العالي والبحث العلمي، تتكون من 9 كليات و 2 معاهد هي:

### الكليات
1. كلية الرياضيات والإعلام الآلي وعلوم المادة
- قسم الفيزياء
- قسم الكيمياء
- قسم الرياضيات

2. كلية التكنولوجيات الحديثة للمعلومات والاتصال
- قسم الإعلام الآلي
- قسم الالكترونيك والاتصالات

3. كلية العلوم التطبيقية
- قسم الهندسة الكهربائية
- قسم هندسة الطرائق
- قسم الري
- قسم الهندسة المدنية
- قسم الهندسة الميكانيكية

4. كلية المحروقات والطاقات المتجددة وعلوم والأرض والكون
- قسم المحروقات والكيمياء
- قسم علوم الأرض والكون
- قسم الطاقات المتجددة

5. كلية علوم الطبيعة والحياة
- قسم العلوم البيولوجية
- قسم علوم الفلاحة
- قسم الميكروبيولوجيا والكيمياء الحيوية
- قسم تربية المائيات
- قسم البيئة وهندسة المحيط

6. كلية الآداب واللغات
- قسم اللغة والأدب العربي
- قسم الآداب واللغة الفرنسية
- قسم الآداب واللغة الإنجليزية

7. كلية العلوم الإنسانية والاجتماعية
- قسم العلوم الإنسانية
- قسم علم النفس وعلوم التربية
- قسم علم الاجتماع

8. كلية العلوم الاقتصادية والتجارية وعلوم التسيير
- قسم العلوم الاقتصادية
- قسم العلوم التجارية
- قسم علوم التسيير

9. كلية الحقوق والعلوم السياسية
- قسم الحقوق
- قسم العلوم السياسية

10. كلية الطب

### المعاهد
- معهد التربية البدنية، والنشاطات الرياضية.
- معهد التكنولوجيا (معهد العلوم والتقنيات التطبيقية)

## نشأة الجامعة
أُنشئت أول نواة لجامعة قاصدي مرباح (ورقلة) في سبتمبر 1987، وعرفت تحولات عديدة ومتسارعة في هيكلتها التنظيمية والبيداغوجية فمن مدرسة عليا للأساتذة سنة 1987 إلى مركز جامعي سنة 1997 ثم إلى جامعة قاصدي مرباح (ورقلة) في جويلية 2001.
- المرحلة الأولى: مرحلة المدرسة العليا للأساتذة.
- المرحلة الثانية: مرحلة المركز الجامعي.
- المرحلة الثالثة: مرحلة الجامعة.